# Poecilia orri
Espèce
Poecilia orri, appelé aussi Molly de mangroves[réf. nécessaire], est un poisson d'eau douce de la famille des Poeciliidae.